# Ifigenia in Tauride (Gluck)/discografia
Qui di seguito è riportata la discografia dell'Iphigénie en Tauride, un'opera di Christoph Willibald Gluck, su libretto di Nicolas François Guillard, rappresentata per la prima volta all'Opéra di Parigi il 18 maggio 1779.
L'elenco non comprende le registrazioni di fortuna o non autorizzate.

## Audio
| Anno                     | Cast (nell'ordine: Iphigénie, Thoas, Oreste, Pylade, prima e seconda sacerdotessa, uno scita, ministro del tempio, donna greca, Diane)                                                                         | Direttore, Orchestra e coro (informazioni) | Edizione |
| registrazioni complete   | registrazioni complete | registrazioni complete | registrazioni complete |
| ------------------------ | --- | --- | --- |
| 1952                     | Patricia Neway, Robert Massard, Pierre Mollet, Léopold Simoneau, Arlette Roche Ann-Marie Carpenter Georges Abdoun Robert Lamande Simone Codinas Micheline Rolle                                                | Carlo Maria Giulini, Orchestra e coro del Conservatoire de Paris (registrazione dal vivo) | CD: - MDV Classics Cat: [800] |
| 1956                     | Hilde Zadek, Marcel Cordes, Hermann Prey, Nicolai Gedda, Brigitte Kaltwasser Elly Volkenrath Herbert Beil Friedrich Himmelmann Claire Breske Ilse Wallenstein                                                  | Joseph Keilberth, Orchestra e coro della Westdeutscher Rundfunk (Radio della Germania occidentale) (registrazione dal vivo in tedesco) | CD: - Capriccio Cat: C 5005 |
| 1957                     | Maria Callas, Anselmo Colzani, Dino Dondi, Francesco Albanese, Stefania Malagù Eva Perotti Franco Piva Costantino Ego Edith Martelli Fiorenza Cossotto,                                                        | Nino Sanzogno, Orchestra e coro del Teatro alla Scala, Milano (registrazione dal vivo in italiano) | CD: - Melodram Cat: CDM 2.6012; - EMI Cat: 565 451-2; - Divina Records Cat: DVN 11; - Opera d'Oro Cat: OPD 1348; - Myto «Historical» Cat: 00139 |
| 1961                     | Montserrat Caballé, Paul Schöffler, Raymond Wolansky, Jean Cox, Susana Matos María Andrea Gaspar non indicato (scita) Walter Hagner Maria Teresa Dinis Sampaio Natália Viana                                   | Antonio de Almeida, Orchestra e coro del Teatro Nacional de São Carlos, Lisbona (registrazione dal vivo della versione di Richard Strauss, in tedesco) | LP: Voce Cat: 31 |
| 1964                     | Régine Crespin, Victor De Narké Robert Massard, Guy Chauvet, Carmen De La Mata Africa De Retes Gui Gallardo Ricardo Yost María Altamura Marta Benegas                                                          | Georges Sébastian, Orchestra e coro del Teatro Colón, Buenos Aires (registrazione dal vivo) | CD: - Le Chant du Monde Cat: LDC 278 769; - Gala Cat: GL 100.595                                                                                |
| 1965                     | Sena Jurinac, Kieth Engen, Hermann Prey, Fritz Wunderlich, Marjorie Heistermann non indicata (seconda sacerdotessa), Karl Kreile non indicato (ministro del tempio) non indicata (donna greca) Antonia Fahberg | Rafael Kubelík, Orchestra sinfonica e coro della Bayerische Rundfunk (Radio bavarese), Monaco di Baviera (registrazione dal vivo in tedesco) | CD: - Myto records Cat: 91544 |
| 1974                     | Marilyn Horne, Zoltán Kéléman, Richard Stilwell, Werner Hollweg, Gioia Antonini Calè Benedetta Pecchioli Robert Amis El Hage Teodoro Rovetta Mariana Nicolesco                                                 | Henry Lewis, Orchestra sinfonica e coro della RAI di Torino (registrazione di una trasmissione radio) | CD: - Bella Voce Cat: BLV 107241 |
| 1983                     | Pilar Lorengar, Dietrich Fischer-Dieskau, Walton Grönroos, Franco Bonisolli, Alma Jean Smith Susanne Klare John Janssen David Cumberland Carmen Anhorn Angelika Nowski                                         | Lamberto Gardelli, Orchestra sinfornica e coro della Bayerische Rundfunk, Monaco di Baviera | CD: - Orfeo Cat: C 052833 H |
| 1986                     | Diana Montague, René Massis Thomas Allen, John Aler, Nancy Argenta Sophie Boulin René Schirrer Danièlle Borst Colette Alliot-Lugaz                                                                             | John Eliot Gardiner, Orchestra dell'Opéra di Lione, Monteverdi Choir | CD: - Philips Cat: - 416 148-2 - PHCP 1392-3 - 476 171-2 - Decca «Originals» Cat.: 478 1705                                                     |
| 1992                     | Carol Vaness, Giorgio Surian, Thomas Allen, Gösta Winbergh, Anna Zorobert Michela Remor Angelo Veccia Enrico Turco Svetla Krasteva Sylvie Brunet                                                               | Riccardo Muti, Orchestra e coro del Teatro alla Scala, Milano (registrazione dal vivo) | CD: - Sony Cat: - S2K 52 492 - SM2K 90 463 |
| 1999                     | Mireille Delunsch, Laurent Naouri, Simon Keenlyside, Yann Beuron, Claire Delgado-Boge Nicki Kennedy Laurent Alvaro Michelle Norman-Webb Alexia Cousin                                                          | Marc Minkowski, Orchestra e coro de Les Musiciens du Louvre, Parigi (registrata dal vivo negli studi di Radio France) | CD: - Archiv Cat: 471 133-2 |
| 1999                     | Christine Goerke, Stephen Salters Rodney Gilfry, Vinson Cole, Sharon Baker Jayne West Mark Andrew Cleveland Mark Risinger Sharon Baker Jayne West                                                              | Martin Pearlman, Orchestra e coro Boston Baroque, Worcester (MA) | CD: - Telarc Cat: DSD 805460 |
| 2000                     | Susan Graham, Philippe Rouillon, Thomas Hampson, Paul Groves, Christiane Kohl, Astrid Hofer, Patrick Arnaud, Walter Zeh, Elena Nebeera, Ol'ga Šalaeva                                                          | Ivor Bolton, Orchestra del Mozarteum di Salisburgo (Mozarteumorchester Salzburg) e Associazione Concertistica Coro dell'Opera di stato di Vienna (Konzertvereinigung Wiener Staatsopernchor), Festival di Salisburgo (registrazione dal vivo nella Residenzhof) | CD: - Orfeo Cat: C 563 012 |
| registrazioni incomplete | | | |
| 1961                     | Rita Gorr, Louis Quilico Ernest Blanc, Nicolai Gedda, (mancano gli altri interpreti) | Georges Prêtre, Orchestra del Conservatoire de Paris, core Choeur René Duclos, Worcester (MA) | CD: - EMI Cat: 5 73089-2 |
| 1973                     | Sena Jurinac, Robert Bickerstaff, Robert Massard, Jean Bonhomme, Susan Lees (sacerdotessa), Thomas Allen (scita), Gillian Knight (Diane)                                                                       | John Eliot Gardiner, Orchestra e coro del Convent Garden di Londra (registrazione dal vivo) | CD: - Gala Cat: GLH 827 |

## Video
| Anno | Cast (nell'ordine: Iphigénie, Thoas, Oreste, Pylade, prima e seconda sacerdotessa, uno scita, ministro del tempio, donna greca, Diane)                            | Direttore, Orchestra e coro (informazioni) Regista | Edizione                                         |
| ---- | --- | --- | ------------------------------------------------ |
| 2001 | Juliette Galstian, Anton Scharinger, Rodney Gilfry, Deon van der Walt, Lisa Lorenz Eleanor Paunovic Michael Mrosek Thomas Pütz Anna Soranno, Martina Janková      | William Christie, Orchestra "La Scintilla", Coro e Ballet School Supernumerary Association dell'Opera di Zurigo, (registrazione dal vivo) Claus Guth                              | DVD: - Arthaus Cat: 100 376 - Kultur Cat: D 2939 |
| 2013 | Mireille Delunsch, Laurent Alvaro, Jean-François Lapointe, Yann Beuron, Simone Riksman Rosanne van Sandwijk Peter Arink Harry Teeuwen non indicata, Salomé Haller | Marc Minkowski, Orchestra Les Musiciens du Louvre, Coro della Nederlandse Opera di Amsterdam, (registrazione dal vivo, settembre 2011, al Muziektheater di Amsterdam) Pierre Audi | DVD: - Opus Arte Cat: BD7115 D                   |